# بارتالی: مرد آهنین
بارتالی: مرد آهنین (انگلیسی: Bartali: The Iron Man؛ ‏ ایتالیایی: Gino Bartali - L'intramontabile) یک فیلم ایتالیایی به کارگردانی آلبرتو نیگرین است که در سال ۲۰۰۶ میلادی منتشر شد.
این فیلم دربارهٔ زندگی واقعی دوچرخه‌سوار نامدار ایتالیایی جینو بارتالی و به‌ویژه رقابتش با فائوستو کوپی است.

## بازیگران
- پیرفرانچسکو فاوینو در نقش جینو بارتالی
- سیمونه گاندولفو در نقش فائوستو کوپی
- فرانچسکو سالوی در نقش ابراردو پاوسی
- نیکول گریمائودو در نقش آدریانا بانی بارتالی
- رودولفو کورزاتو در نقش آلفردو بیندا
- کریستیان جینه‌پرو در نقش آلدو بینی
- کارلو جوفره
- ادواردو گابریلینی
- ساندرو گیانی
- پی‌یر لوکا در نقش لویزون بوبه